# Instituto de Geociências da Universidade Federal da Bahia
O Instituto de Geociências da Universidade Federal da Bahia (IGEO) é uma unidade da Universidade Federal da Bahia e que está situada no campus universitário de Ondina, em Salvador, na Bahia.
Ele é constituído por quatro cursos de Graduação: Geologia, Geografia (com Licenciatura e Bacharelado), Geofísica e Oceanografia, além de oito de Pós-Graduação: Mestrado e Doutorado em Geografia, Mestrado, Doutorado em Geologia, Mestrado e Doutorado em Geofísica e a Pós-Graduação em Geoquímica: Petróleo e Meio Ambiente (Pospetro)
É considerado uma das unidades de melhor desempenho da UFBA, alcançando um grande prestígio nacional e internacional.
O instituto, abrange o conjunto das ciências que estudam o planeta Terra, que se dá pelo conjunto da Terra sólida, hidrosfera, atmosfera e biosfera.
Atualmente é dirigido pelo geógrafo Prof. Dr. Cristovão Brito. 